# Thomas Ridder
Thomas Ridder (* 13. Dezember 1972 in Essen) ist ein ehemaliger deutscher Fußballspieler und heutiger -trainer.

## Karriere
Ridder wechselte 1991 aus der Jugend des SV Friedrichsfeld in die Amateur-Oberliga Nordrhein zu Rot-Weiss Essen, wo er von 1991 bis 1993 insgesamt 67 Spiele bestritt und dabei 18 Tore erzielte. Daraufhin wurde er von der SG Wattenscheid 09 verpflichtet. Er bestritt für Wattenscheid sieben Spiele in der Fußball-Bundesliga, in denen ihm ein Tor gelang. Am 22. März 1994 (26. Spieltag) traf er gegen Torwart Oliver Reck zum 2:2-Ausgleich für die SG 09 gegen Werder Bremen. Darüber hinaus kam Thomas Ridder auf 14 Spiele in der 2. Fußball-Bundesliga sowie insgesamt 202 Spiele (21 Tore) in der Regionalliga im Laufe seiner weiteren Vereinsstationen Preußen Münster, KFC Uerdingen 05, SC Fortuna Köln und Eintracht Braunschweig. 
Seine Karriere ließ der ehemalige Profi in der Oberliga Nordrhein bei der SSVg Velbert (2003–2005) und dem 1. FC Bocholt (2005–2007) ausklingen. 2007 schloss sich Thomas Ridder den BW Weseler Zebras in der Bezirksliga Niederrhein an. In der Saison 2010/11 spielt Ridder unter Trainer Franz-Josef Tenhagen beim Landesligisten SV Grieth.
Im Sommer 2011 übernahm er das Traineramt beim Bezirksligisten SV Bislich, wurde dort jedoch nach wenigen Monaten entlassen.
Zur Rückrunde der Saison 2011/12 gab der mittlerweile 39-Jährige sein Comeback als Spieler beim GSV Moers in der Landesliga Niederrhein. Im Sommer 2012 wurde Thomas Ridder neuer Trainer des Dülmener Kreisligisten Sportfreunde Merfeld.
Zur Saison 2021/2022 übernahm er das Traineramt beim Rheder Kreisligisten SC Grün-Weiß Vardingholt. Nach der Meisterschaft und dem damit verbundenen Aufstieg in die Kreisliga A wechselt Ridder 2024 erneut als Trainer zu den Sportfreunden Merfeld.